# Luize Valente
Luize Mendes Pinheiro Valente, nascida no Rio de Janeiro, de ascendência portuguesa e alemã, é uma escritora jornalista e documentarista brasileira, reconhecida por seus romances históricos e por documentários premiados.

## Biografia
Formada em Jornalismo e pós-graduada em Literatura Brasileira, pela PUC-RJ, Luize Valente é apaixonada por História, com especial fascínio por temas ligados à história judaica e aos refugiados em tempos de guerra. Desde pequena o nazismo na Alemanha chamava a atenção da escritora.
Como jornalista, atuou na Globonews, na TV Globo, na Bandeirantes e no GNT, contando 25 anos de experiência em televisão cobrindo assuntos internacionais.
Em posição política, em 2018 ela comparou Jair Bolsonaro a Adolf Hitler, ela disse:
| “ | O que está a acontecer hoje com Jair Bolsonaro é como a ascensão de Hitler na Alemanha. Para mim, é um candidato que segue o mesmo caminho. | ” |

## Carreira literária
Ela é autora, com Elaine Eiger, do livro Israel: rotas e raízes (1999).
A partir de 2012, envereda pela escrita ficcional, publicando na Editora Record o romance histórico O segredo do oratório (2012), com o qual foi finalista do Prêmio São Paulo de Literatura em 2013. Já na sua 4ª edição no Brasil, foi traduzido e publicado também na Holanda pela editora Nieuw Amsterdam (2013).
Em 2015, foi lançado, igualmente pela Editora Record, seu segundo romance histórico, Uma Praça em Antuérpia (já na 3ª edição), o qual também atravessou o Atlântico: a edição portuguesa ficou a cargo da Editora Saída de Emergência.
Em 2016, escreveu sua primeira peça teatral, O Mundo Indecifrável, sobre o encontro de uma sobrevivente do Holocausto com uma refugiada síria da atualidade. A peça, em fase de pré-produção, será dirigida por Gilberto Gawronski.
Em 2017, lança seu terceiro romance histórico, Sonata em Auschwitz, publicado pela Editora Record no Brasil e pela Editora Saída de Emergência em Portugal (2018). O romance ganha traduções na França, Itália, Polônia e Albânia.
Também em 2017, os direitos de adaptação cinematográfica e televisiva de seus dois primeiros romances, O segredo do oratório e Uma praça em Antuérpia, foram adquiridos pelos produtores Breno Silveira (diretor de 2 Filhos de Francisco e Gonzaga: de Pai pra Filho) e Paula Fiuza (diretora do documentário Sobral).
Em 2019, lança seu primeiro livro de contos, Do tempo em que voyeur precisava de binóculos, publicado pela Editora Record.

## Carreira como documentarista
Ela fez os documentários Caminhos da Memória: a Trajetória dos Judeus em Portugal (2002) e A Estrela Oculta do Sertão (2005), ambos exibidos em vários festivais no Brasil e no exterior, bem como na televisão (Canal Brasil), constituindo importantes inventários do Judaísmo no Brasil e em Portugal. Com o primeiro ganhou o Prêmio de Melhor Direção de Documentário no New York Independent Film Festival de 2003 e com o segundo ganhou o Prêmio de Melhor Documentário no Festival de Cinema Judaico de São Paulo. O último foi ainda exibido na Mostra no Lincoln Center, em Nova York, e nos Festivais de San Diego, Jerusalém, entre outros.

## Documentários
- A Estrela Oculta do Sertão, em co-autoria com Elaine Eiger (Brasil, 2005)
- Caminhos da Memória: a Trajetória dos Judeus em Portugal, em co-autoria com Elaine Eiger (Brasil, 2002)